# Овсище (деревня, Вышневолоцкий район)
Овси́ще — деревня в Вышневолоцком городском округе Тверской области.  

## География
Расположена в 36 км от города Вышнего Волочка на левом берегу реки Волчина. На правом берегу реки — посёлок Овсище.

## История

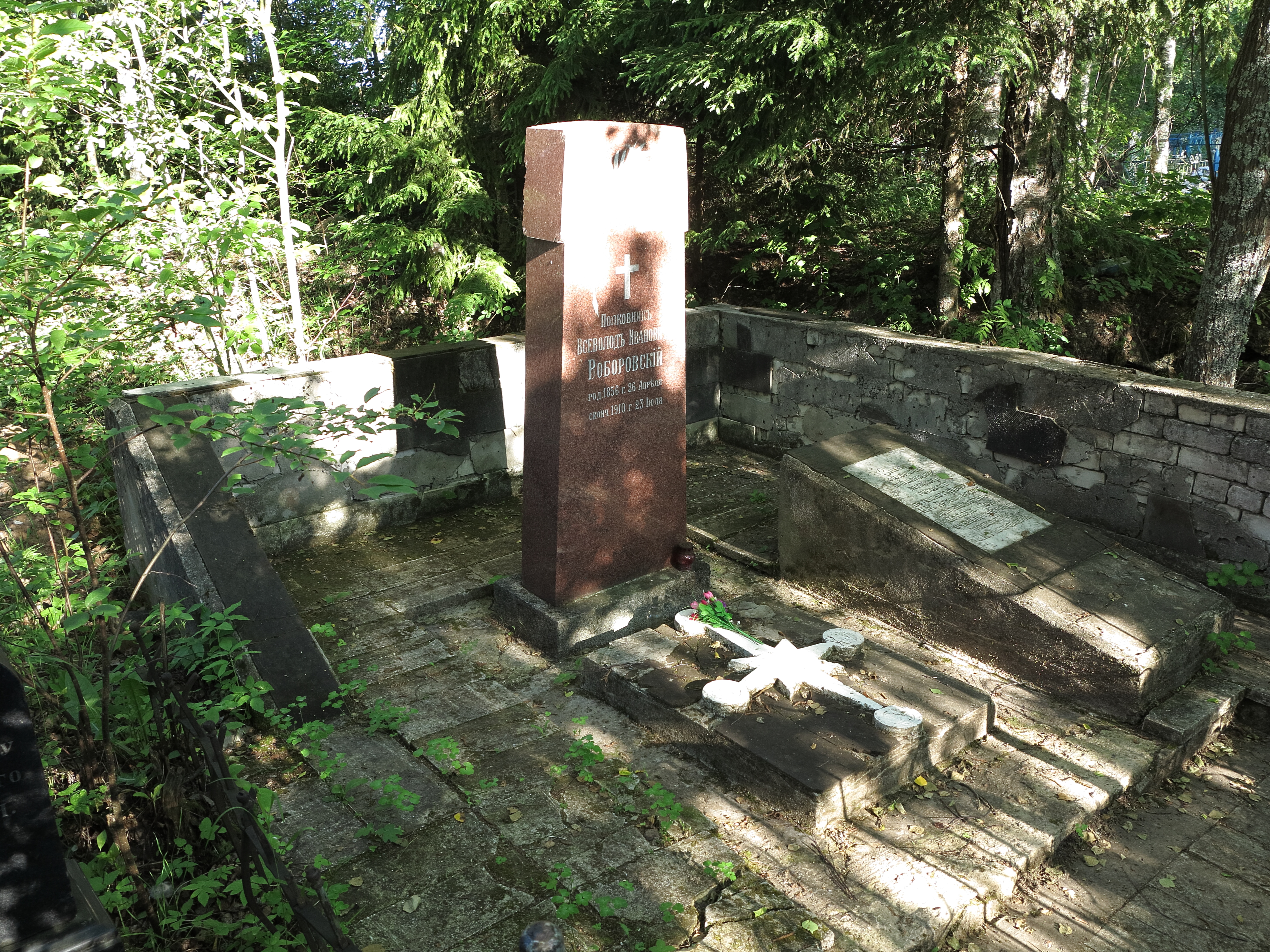
Могила Всеволода Ивановича Роборовского

В 1799 году в селе Овсище была построена каменная Михаило-Архангельская церковь с тремя престолами.
Село Овсище — бывший центр прихода и волости Вышневолоцкого уезда Тверской губернии. В 1886 году в селе 37 дворов, 222 жителя, церковь, волостное правление, две мельницы, красильня, мелочная лавка. Жители — бывшие помещичьи крестьяне. Промыслы: возка дров, торговля, мельники, красильщики, печники, пильщики, портные. Отход на фабрики и заводы рабочими, личная услуга в городах (дворники, кухарки).
Михайловская церковь в Овсище построена в 1799 году. В 1914 году в приходе церкви, кроме села, 13 деревень: Урвитово, Благодать, Николаевское, Богатково, Ладыгино, Синьково, Тараки, Филатиха, Фенютиха, Подолец, Выскодно, Сменово, Нагорное. Всего прихожан 1758 человек, часть из них составляли карелы.
До настоящего времени церковь не сохранилась, село стали именовать деревней, административные функции перешли к посёлку Овсище.
В 1997 году в деревне 38 хозяйств, 56 жителей.

## Население
| 1859 | 2002 | 2010 |
| ---- | ---- | ---- |
| 160  | ↘56  | ↘48  |

## Известные люди
На сельском кладбище в Овсище похоронен географ и путешественник В. И. Роборовский (1856—1910).